# Lego The Angry Birds Movie
Lego The Angry Birds Movie, parfois appelée Lego Angry Birds, est une gamme du jeu de construction Lego créée en mars 2016 et arrêtée la même année après six sets. Elle est dérivée du film d'animation Angry Birds, le film (The Angry Birds Movie) de Clay Kaytis (en)
La gamme est dévoilée à la mi-2016, et les premiers ensembles à construire sont présentés au Comic-Con de San Diego,.

## Sets
| Nom original          | Nom français                         | No de référence | Date de sortie | Nbr de pièces | Figurines                                                       |
| --------------------- | ------------------------------------ | --------------- | -------------- | ------------- | --------------------------------------------------------------- |
| Piggy car escape      | L'évasion en voiture du cochon       | 75821           | mars 2016      | 74            | Chuck, Cochon                                                   |
| Piggy plane attack    | L'attaque en avion du cochon         | 75822           | mars 2016      | 168           | Red, Pilote cochon                                              |
| Bird island egg heist | Le vol de l'œuf de l'île des oiseaux | 75823           | mars 2016      | 277           | Red, Matilda, Cochon motard                                     |
| Pig City teardown     | La démolition de Cochon Ville        | 75824           | mars 2016      | 386           | Red, Stella, 2 Cochons                                          |
| Piggy pirate ship     | Le bateau pirate du cochon           | 75825           | mars 2016      | 620           | Red, Bomb, Cochon pirate, Leonard                               |
| King Pig's castle     | Le château du Roi Cochon             | 75826           | mars 2016      | 859           | Red, Cochon moustachu, Cochon toqué, Roi Cochon, Aigle vaillant |